# Heinrich Walpot von Bassenheim
Heinrich Walpot von Bassenheim, meglio conosciuto col nome di Henry Walpot (XII secolo – Acri, 1200), è stato un cavaliere medievale tedesco, primo Gran maestro dell'Ordine teutonico dal 1198 al 1200. Poco si sa della sua personalità e le informazioni su di lui riguardanti sono perlopiù basate sulle teorie degli storici.

## Biografia
Walpot proveniva da una ricca ed antichissima famiglia regale di Magonza, venendo indirizzato ad una vita monastica-militare. Nel 1199 ricevette una copia delle regole monastiche di Gilbert Hérail, Gran Maestro dell'Ordine dei Templari e, con il patrocinio di papa Innocenzo III, fondò il nuovo ordine dei Teutonici. Questo si basava sulle regole dei templari.
Walpot morì e venne sepolto ad Acri.